# Kanō Sadanobu
Kanō Sadanobu (japanisch 狩野貞信, Rufname Shirojirō (四郎次郎), Sakon (左近), Ukyō-no-shin (右京進); geb. 22. Mai 1597, in Kyōto; gest. 12. November 1623) war der älteste Sohn von Kanō Mitsunobu, also ein japanischer Maler der Kanō-Schule.

## Leben und Werk
Als ältester Sohn Mitsunobus wurde er nach dessen Tod Nachfolger in der 7. Generation der Kanō-Familie. Es heißt, dass er von seinem Vater unterrichtet wurde und dass er versucht habe, den Stil seines Großvaters Eitoku, also den der Azuchi-Momoyama-Zeit,  nach zu empfinden. So bemühte er sich um kühne Komposition, starke Farben, naturalistische Details und verwandte viel Gold für den Hintergrund. Er starb früh, so dass wenige gesicherte Werke existieren.
Sadanobu kam in die Dienste von Shōgun Tokugawa Hidetada. Er war vor allem zuständig für die Stellschirme und Wandmalereien (障壁画; Shōheki-ga) in der Burg Nagoya, die 1614 fertiggestellt wurde. Es scheint aber so, dass auch andere Maler der Kanō-Schule daran beteiligt waren, wie Kanō Takanobu, Kanō Naganobu, Kanō Jinnojō oder Kanō Kōi.
Das Wandgemälde „Der Sumiyoshi Schrein“ (住吉社頭図, Sumiyoshi shatō-zu) ist nicht signiert, wird aber Sadanobu zugeschrieben. Es schmückt ein Gebäude, das sich ursprünglich im Kaiserpalast in Kyōto befand. Später kam das Gebäude, und damit das Wandgemälde zum Emman-in (円満院), einem Untertempel des Onjō-ji in Ōtsu. Es ist als Wichtiges Kulturgut Japans registriert und wird heute im Nationalmuseum Kyōto aufbewahrt.
Sadanobu starb mit 26 Jahren und wurde im Hommon-ji in Stadtteil Ikegami von Tōkyō begraben.

## Bilder

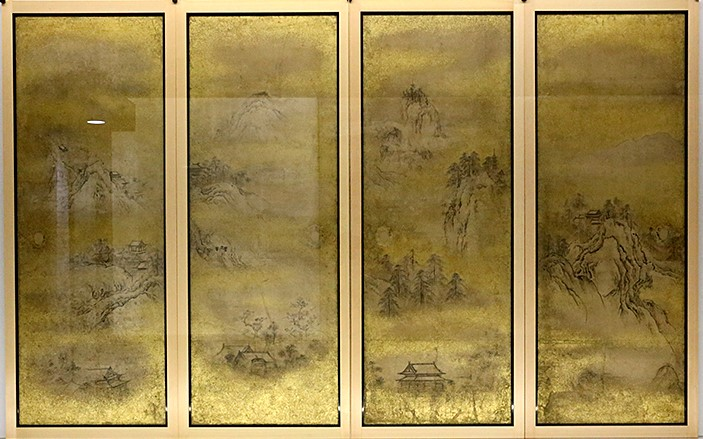
Vier Hängerollen mit Landschaften
Schlacht von Sekigahara
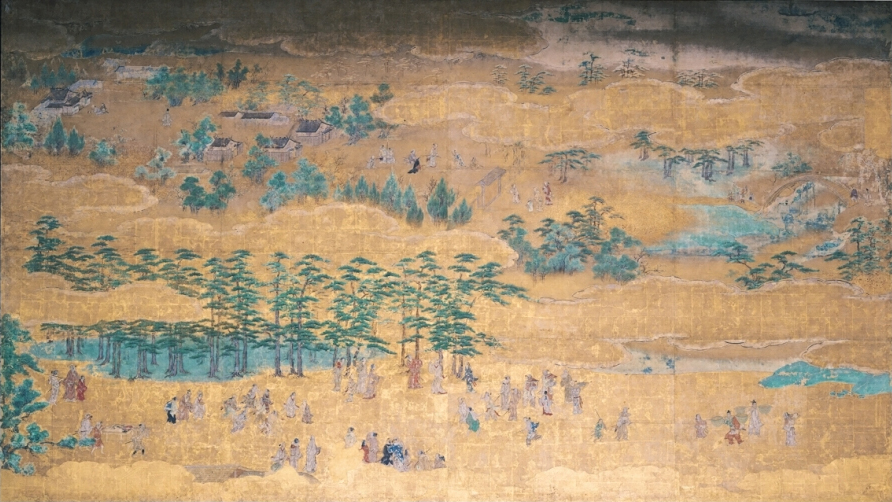
Am Sumiyoshi-Schrein